# GENJI
『GENJI』（ゲンジ）は、2005年6月30日にPlayStation 2向けに発売された、神威（カムイ）アクション・アドベンチャーゲーム。ゲームリパブリック×ソニー・コンピュータエンタテインメントジャパンの第一弾作品。また、同作品はベスト版も発売されている。

## クリエイター
- エグゼクティブディレクター - 岡本吉起
- 殺陣・モーション監修 - 清家三彦
- 美術監修・キャラクターデザイン - 雨宮慶太
- 作曲 - 高梨康治
- 音楽制作 - 菊地智敦
- ムービー制作 - 白組

## キャラクター&キャスト
- 源九郎義経（源義経） - 浪川大輔
- 武蔵坊弁慶 - 大塚明夫
- 静御前 - 香椎由宇
- 鬼一法眼 - 唐沢民賢
- 皆鶴姫 - 堀江由衣
- 平清盛 - 郷里大輔
- 平景清 - 杉田智和
- 藤原秀衡 - 飯塚昭三
- 九妖 - 長沢美樹
- 守剣天 - 森田順平
- 吉次 - 小杉十郎太
- 平鍬鬼盛俊（平盛俊） - 松岡大介
- しんた - 喜田あゆみ
- 三郎太 - 吉野貴宏、間島淳司、有島モユ
- 源頼朝
- ナレーション - 津田英三

## 主題歌
- 「月を盗む」 / 歌: 元ちとせ
作詞・作曲 - 上田現